# Wentworth (serie televisiva)
Wentworth è una serie televisiva australiana di genere drammatico. L'episodio pilota è andato in onda su SoHo il 1 Maggio 2013. Lara Radulovich e David Hannam svilupparono Wentworth dall'idea originale di Reg Watson, creatore della serie Prisoner, andata in onda dal 1979 al 1986. La serie inizia con i primi giorni da detenuta di Bea Smith (Danielle Cormack).
Wentworth viene girata su un set creato appositamente nella periferia di Melbourne, precisamente a Clayton, Victoria. Ha ricevuto critiche prevalentemente positive dagli addetti ai lavori e il primo episodio è stato l'episodio pilota più visto nella storia della Foxtel. La serie è stata esportata in diversi Paesi, tra cui Regno Unito e Nuova Zelanda, dove è stata rinominata Wentworth Prison.
La terza stagione è iniziata il 7 aprile 2015, con una quarta già commissionata dal 26 febbraio dello stesso anno e messa in onda a partire dal 10 maggio 2016. Il 19 luglio 2016 la serie viene ufficialmente rinnovata per una quinta stagione. La sesta stagione è stata commissionata da Foxtel il 9 maggio 2017 e presentata in anteprima il 19 giugno 2018 in Australia. 
L'anno successivo (2019) va in onda la settima stagione e la serie viene rinnovata per un'altra ultima stagione.
Una prima parte dell'ottava stagione è andata in onda nel luglio 2020 e una seconda è prevista per il 2021.

## Trama
Wentworth è ambientata in Australia ed è incentrata sul personaggio di Bea Smith (Danielle Cormack) che viene rinchiusa in carcere con l'accusa di tentato omicidio ai danni del marito. Bea viene separata dalla figlia e portata a Wentworth in custodia cautelare, dove vive in una sorta di limbo in attesa di essere processata. Bea è quindi costretta a comprendere le regole secondo le quali funziona la prigione.

## Personaggi e interpreti
- Bea Smith (principale st.1-4), interpretata da Danielle Cormack.
- Franky Doyle (principale st. 1-6, special guest st. 7), interpretata da Nicole da Silva.
- Bridget Westfall (principale st. 3-6), interpretata da Libby Tanner.
- Vera Bennett (principale st. 1-in corso), interpretata da Kate Atkinson.
- Liz Birdsworth (principale st. 1-7), interpretata da Celia Ireland.
- Doreen Anderson (principale st. 1-5), interpretata da Shareena Clanton.
- Will Jackson (principale st. 1-in corso), interpretato da Robbie Magasiva.
- Sue "Boomer" Jenkins (ricorrente st. 1, principale st. 2-in corso), interpretata da Katrina Milosevic.
- Matthew Fletcher (principale st. 1-3), interpretato da Aaron Jeffery.
- Joan Ferguson (principale st. 2-5, special guest st. 6-7, principale st. 8-in corso), interpretata da Pamela Rabe.
- Jacs Holt (ricorrente st. 1), interpretato da Kris McQuade.
- Erica Davidson (ricorrente st. 1), interpretata da Leeanna Walsman.
- Meg Jackson (ricorrente st. 1), interpretata da Catherine McClements.
- Maxine Conway (ricorrente st. 2-3, principale st. 4-5), interpretata da Socratis Otto.
- Karen 'Kaz' Proctor (ricorrente st. 3, principale st. 4-7), interpretata da Tammy Macintosh.
- Allie Novak (principale st. 4-in corso), interpretata da Kate Jenkinson.
- Jake Stewart (principale st. 4-in corso), interpretato da Bernard Curry.

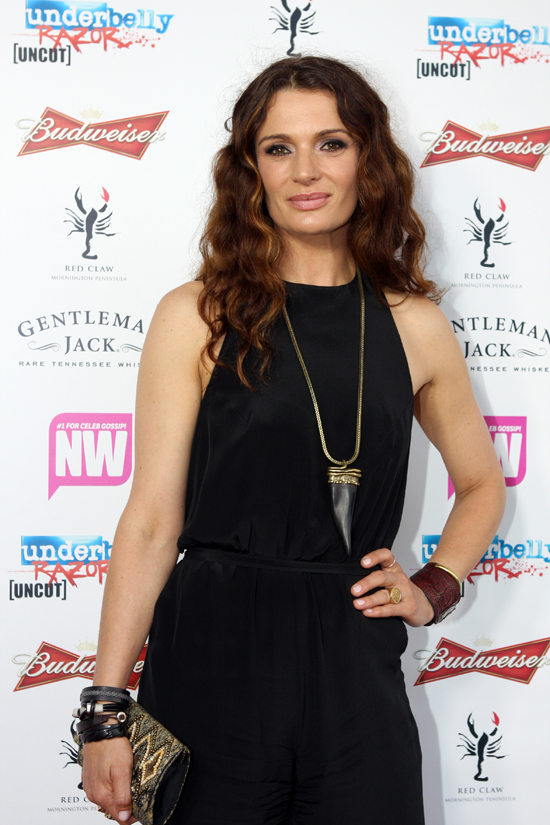
Danielle Cormack interpreta Bea Smith
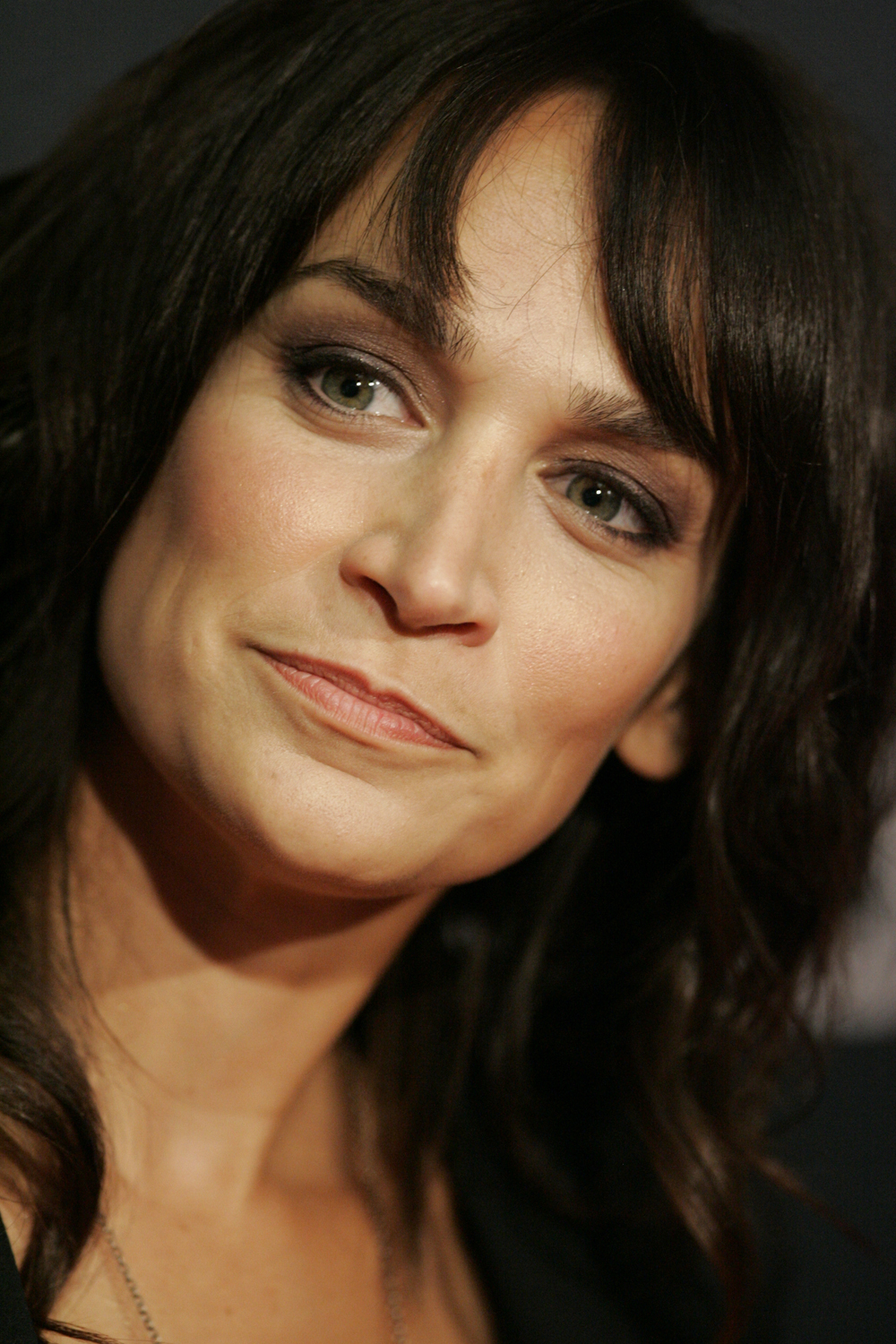
Nicole da Silva interpreta Franky Doyle
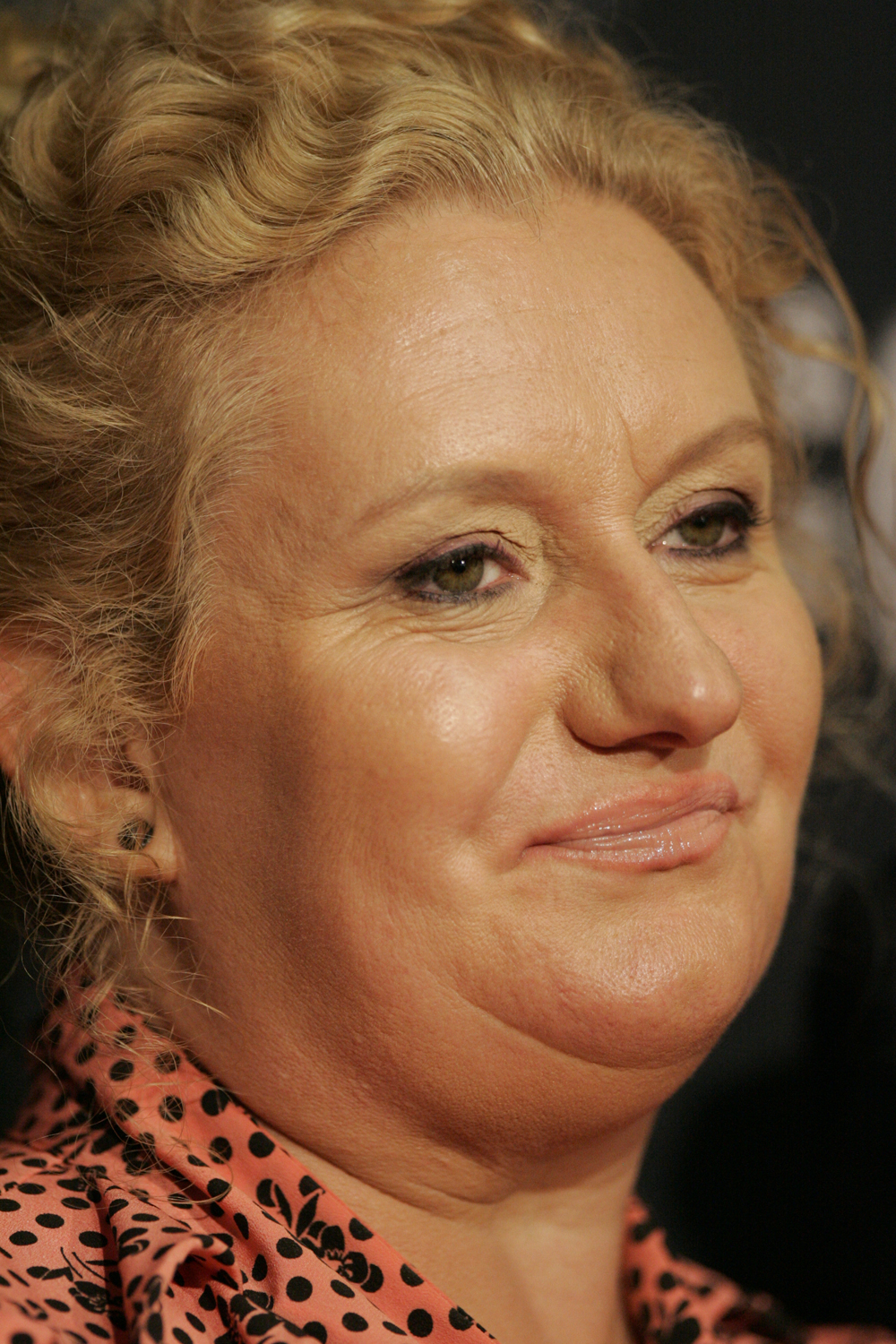
Celia Ireland interpreta Liz Birdsworth
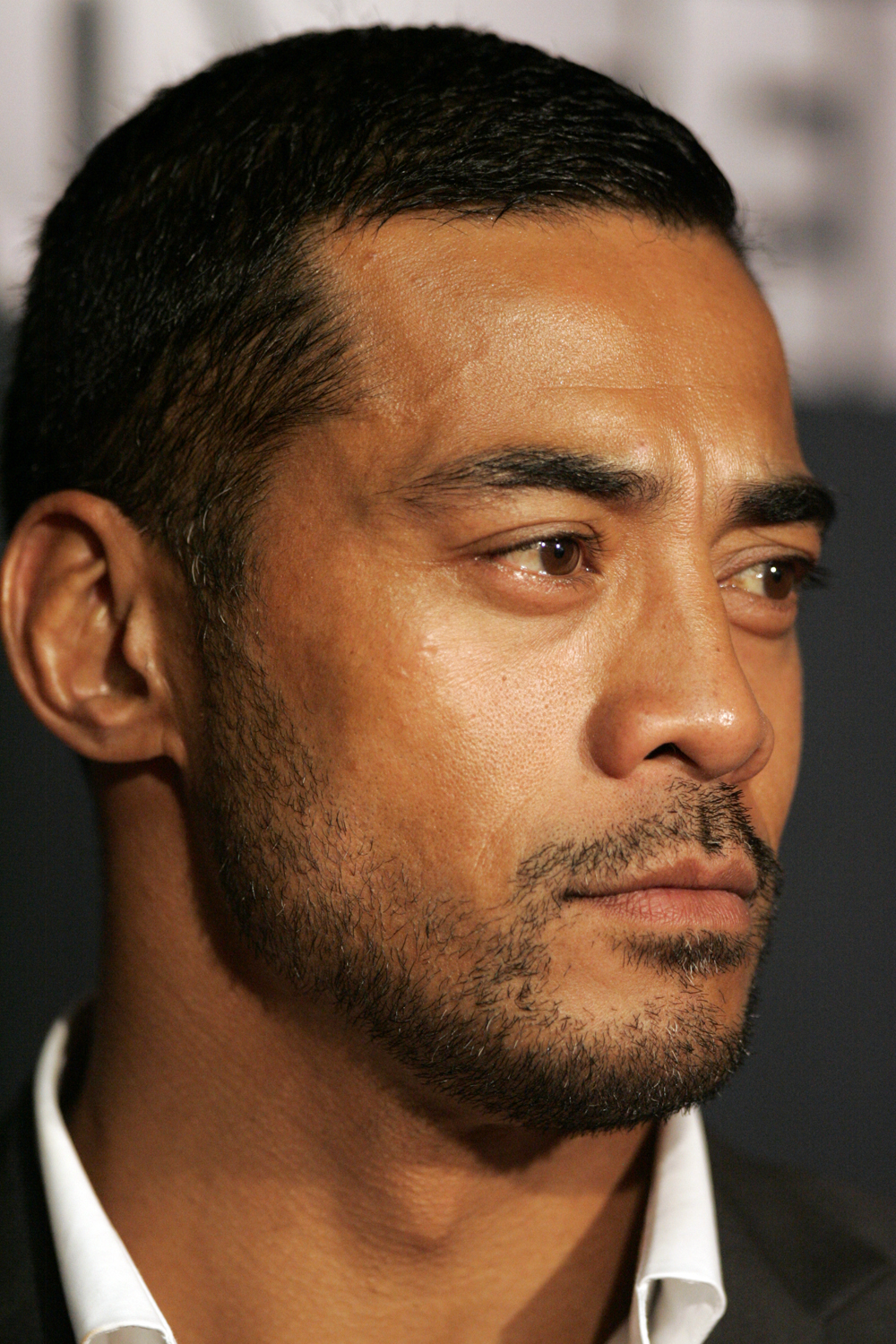
Robbie Magasiva interpreta Will Jackson
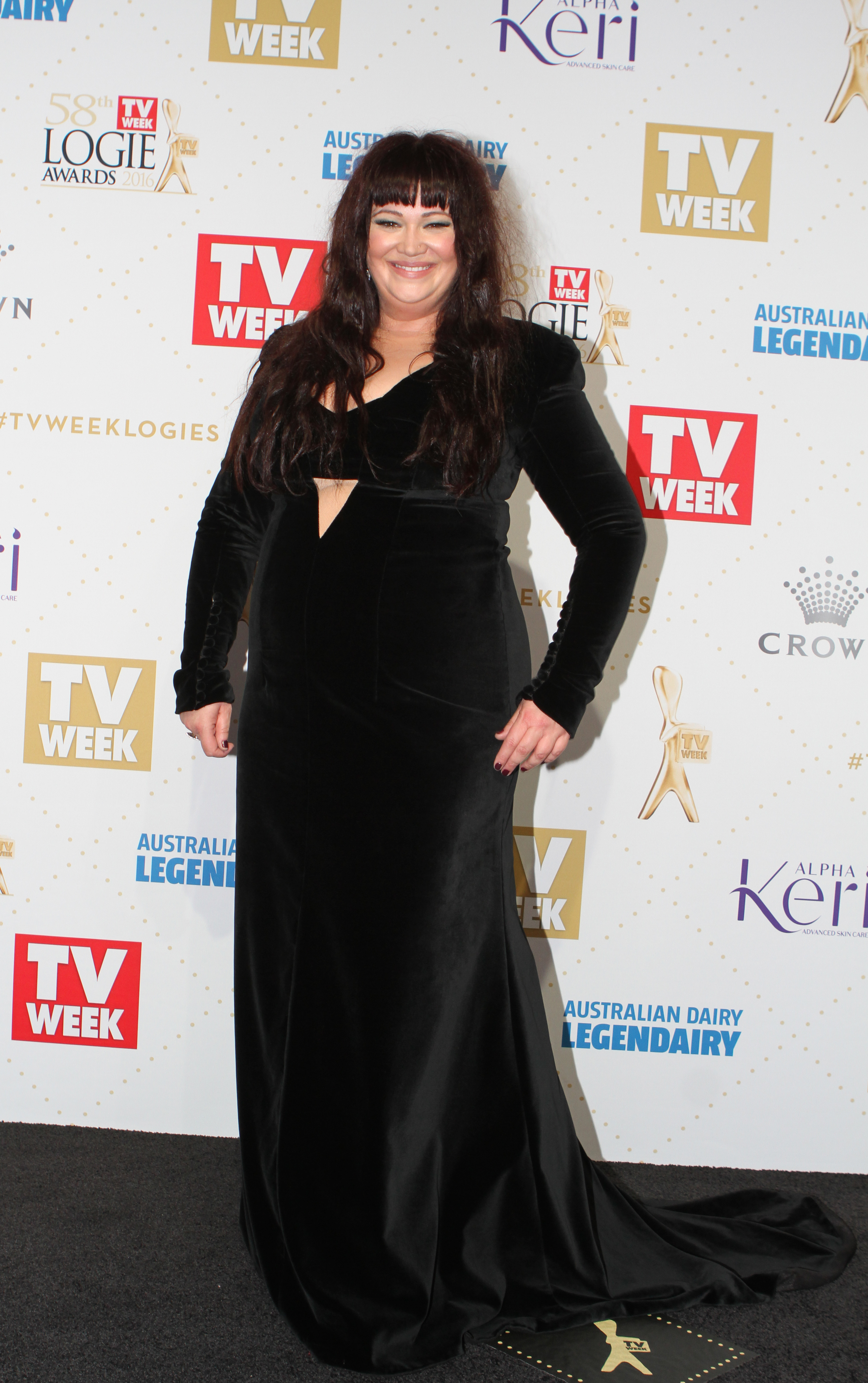
Katrina Milosevic interpreta Sue "Boomer" Jenkins
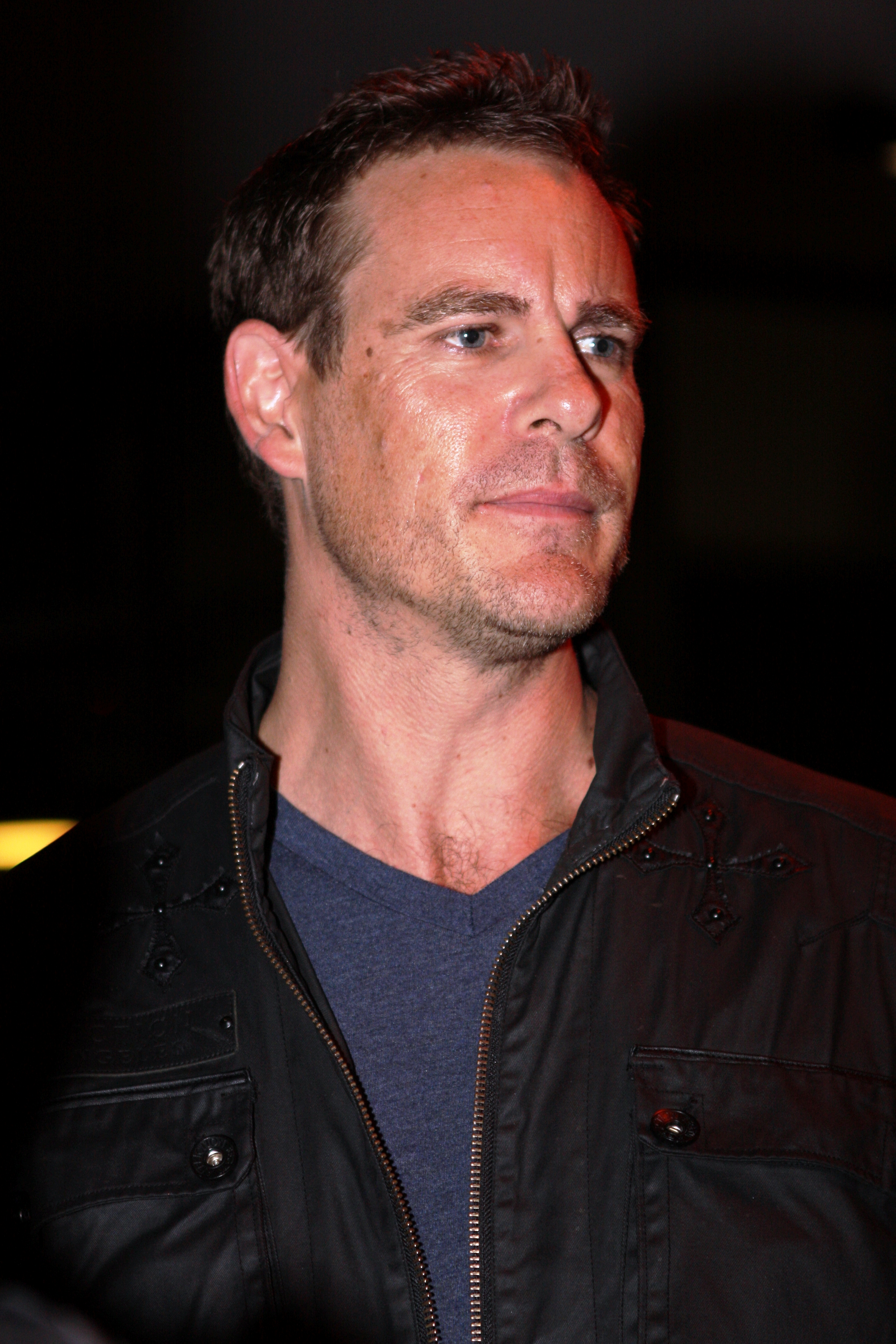
Aaron Jeffery interpreta Matthew Fletcher
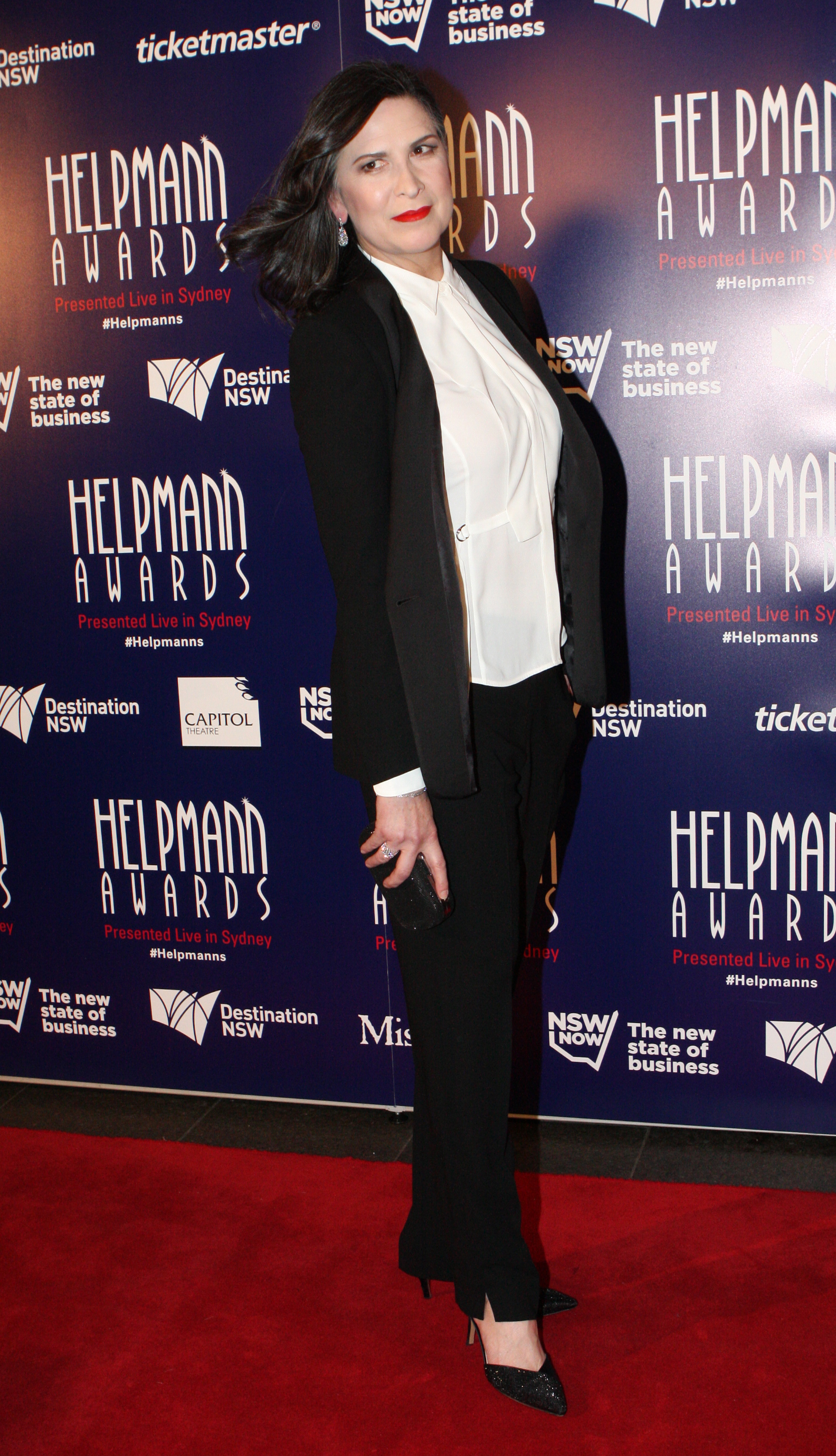
Pamela Rabe interpreta Joan Ferguson
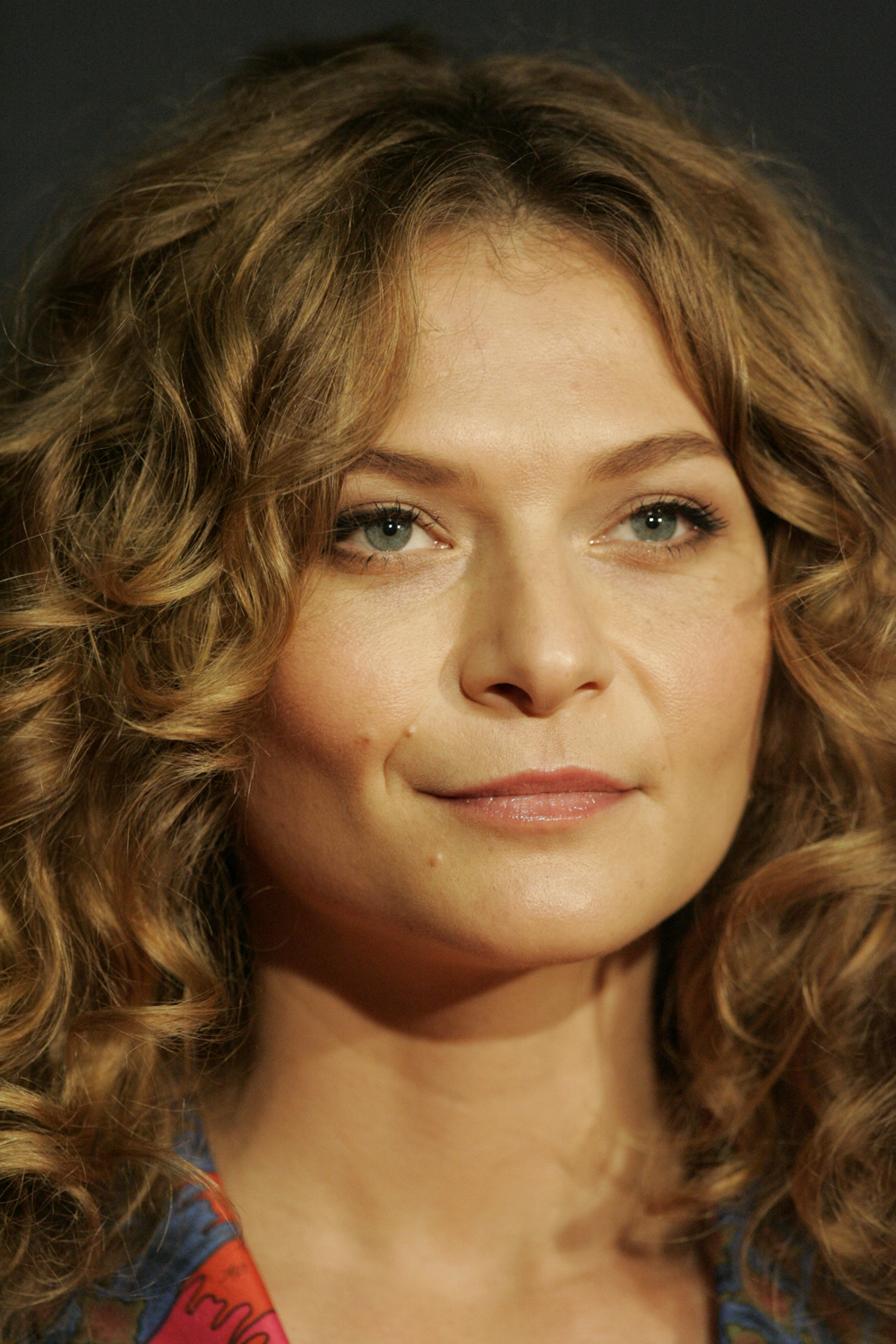
Leeanna Walsman interpreta Erica Davidson
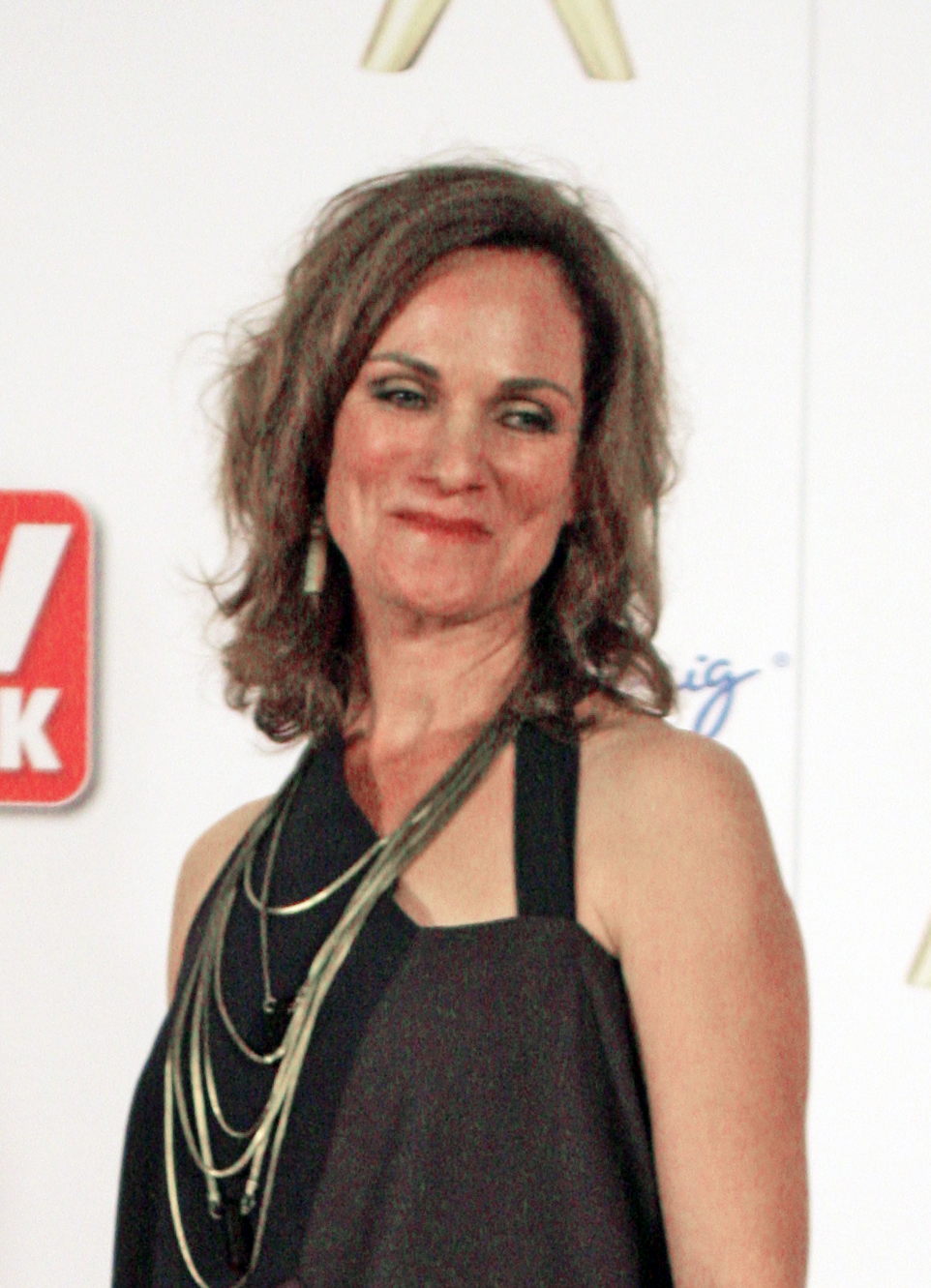
Catherine McClements interpreta Meg Jackson

### Personaggi secondari
- Kim Chang (ricorrente st. 1-5), interpretato da Ra Chapman.
- Linda Miles (ricorrente st. 1-in corso), interpretata da Jacqueline Brennan.
- Derek Channing (ricorrente st. 1-6), interpretato da Martin Sacks.
- Nash Taylor (ricorrente st. 2-5), interpretato da Luke McKenzie.
- Rose Atkins (ricorrente st. 2-3), interpretata da Maggie Naouri.
- Jodie Spiteri (ricorrente st. 3), interpretata da Pia Miranda.
- Sophie Donaldson (ricorrente st. 2-3), interpretata da Edwina Samuels.
- Lucy "Juice" Gambaro (ricorrente st. 3-6), interpretata da Sally-Anne Upton.

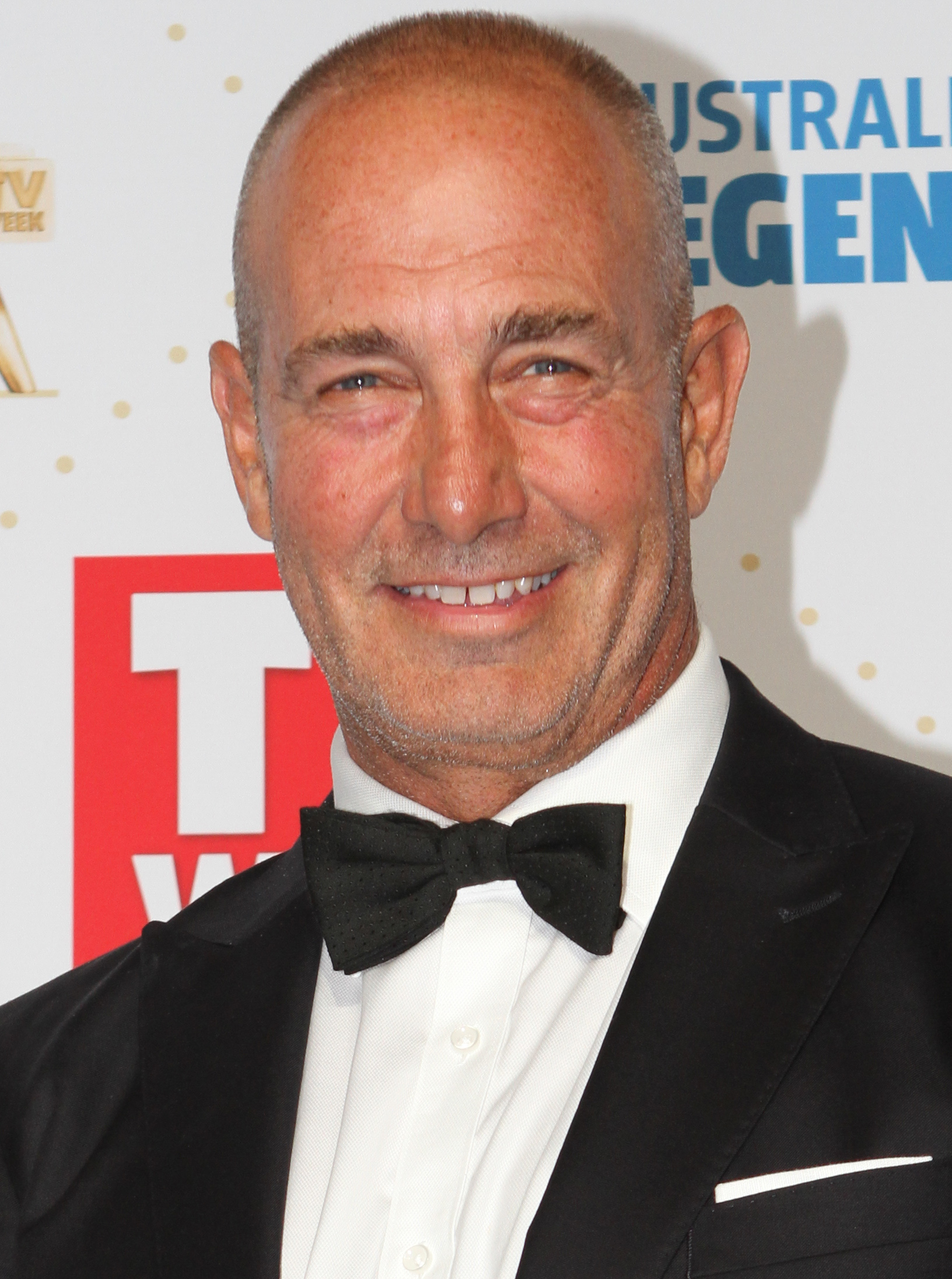
Martin Sacks interpreta Derek Channing
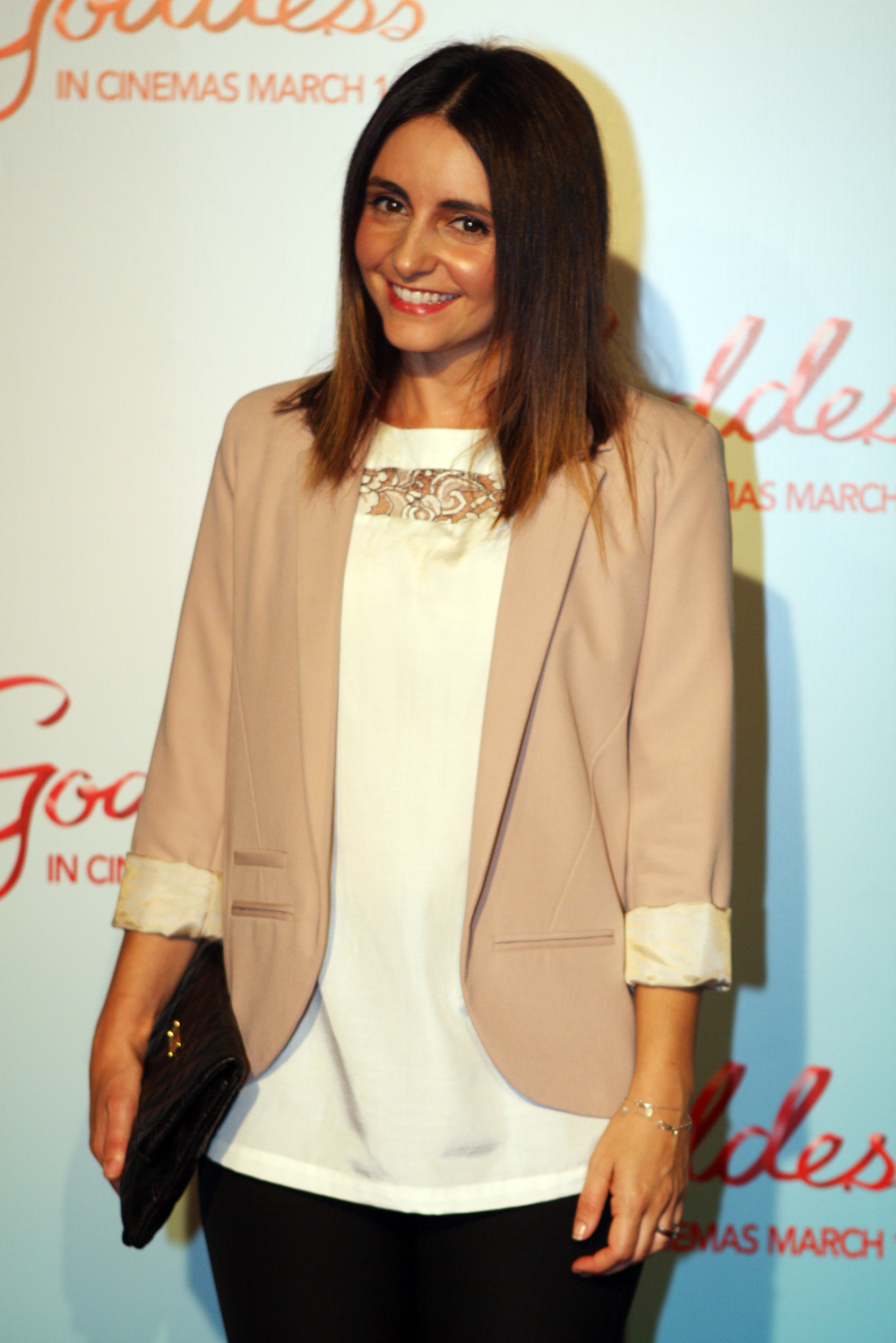
Pia Miranda interpreta Jodie Spiteri

## Produzione
A Marzo del 2012 è stato annunciato che la Foxtel avesse commissionato una rivisitazione della serie australiana degli anni '80 Prisoner. Brian Walsh, il direttore esecutivo Foxtel, affermò che Wentworth non sarebbe stato un remake di Prisoner, che fu trasmesso da Network Ten dal 1979 al 1986. Lara Radulovich e David Hannam hanno sviluppato Wentworth dall'idea originale di Reg Watson, creatore di Prisoner. FremantleMedia ed il direttore Jo Porter avrebbero prodotto Wentworth. Il primo episodio, e diversi altri, sono scritti da Pete McTighe. Il critico televisivo Michael Idato venne scelto come consulente televisivo e Kerry Tucker come consulente sull'autenticità.

## Accoglienza
Dopo la trasmissione dell'episodio pilota per i media nel febbraio 2013, Ben Pobjie di The Age disse che Wentworth fosse "un trionfo" Ne elogiò inoltre la scrittura ed il cast. Holly Byrnes, da Herald Sun, la paragonò addirittura alle pluripremiate serie statunitensi Breaking Bad e Sons of Anarchy. Byrnes elogiò anche la recitazione degli attori, in particolare quella della Cormack.
Il primo episodio di Wentworth venne visto da 244000 spettatori, facendolo diventare l'esordio di una serie televisiva più visto nella storia della Foxtel.

## Remake
- In Germania un remake della serie è in pre-produzione.
- Celblok H, remake olandese della serie, va in onda dal 3 marzo 2014. Una terza stagione è in produzione nel 2015.